# Aus dem Leben Friedrich Engels

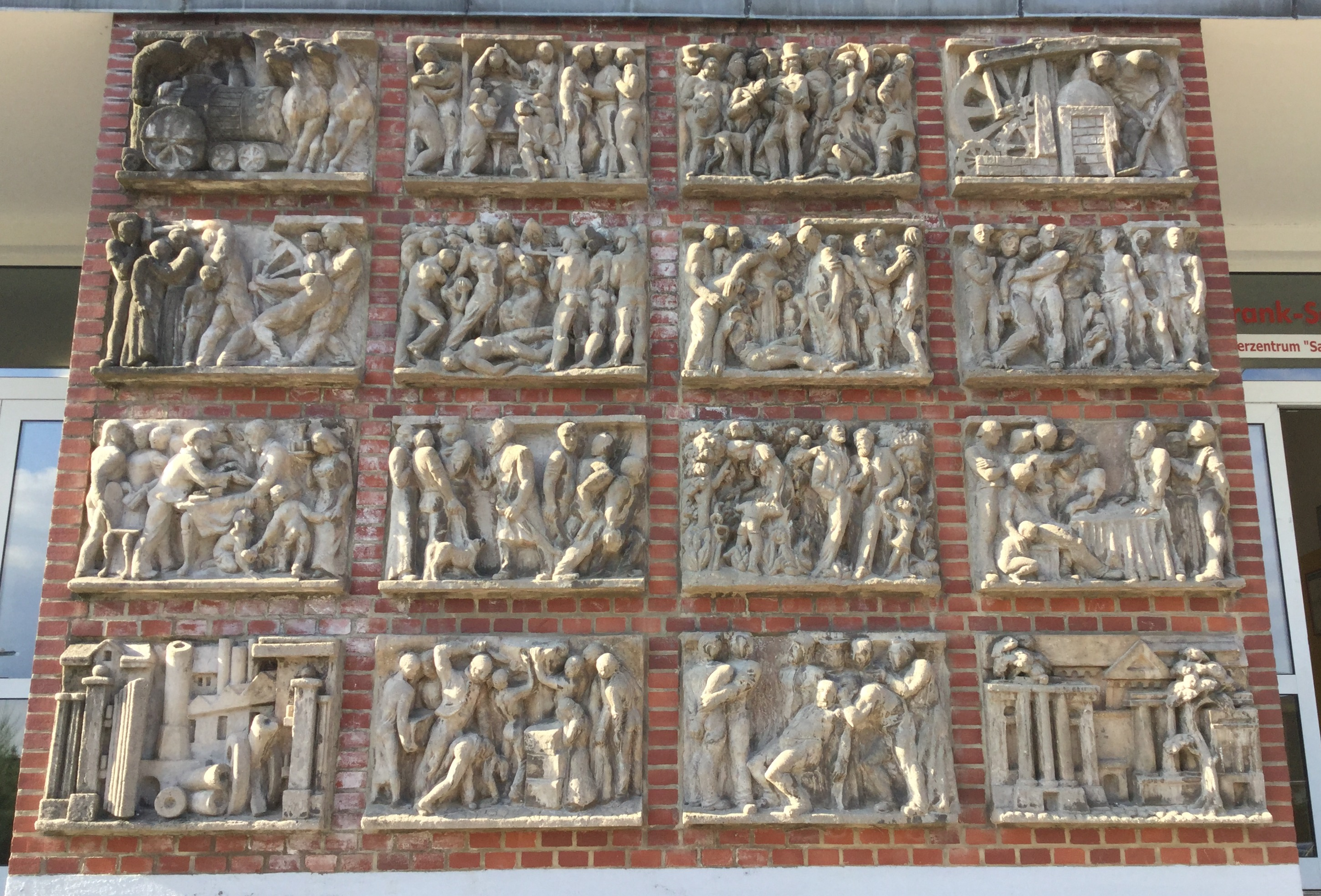
Relief Aus dem Leben Friedrich Engels

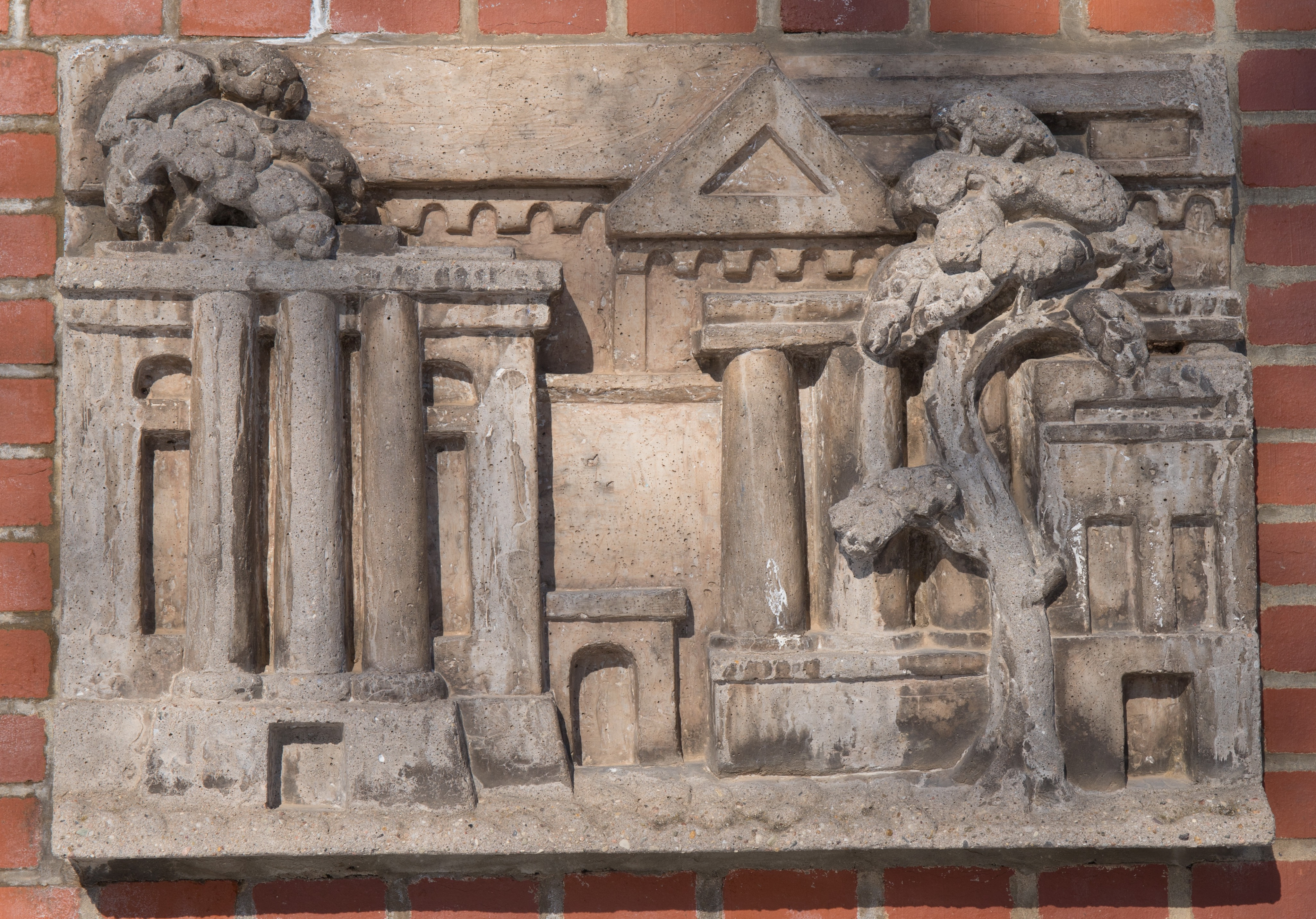

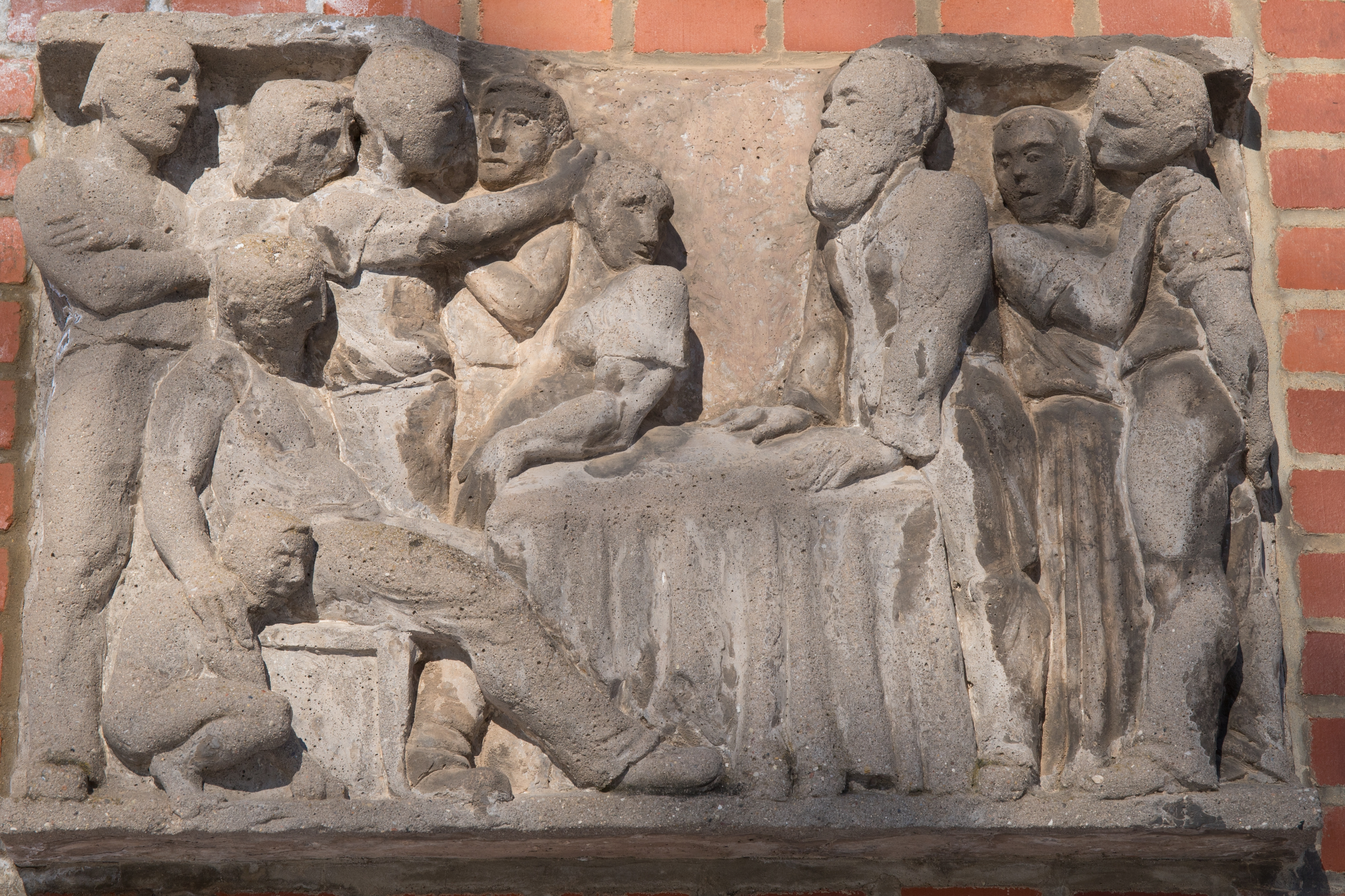

Aus dem Leben Friedrich Engels ist ein denkmalgeschütztes Relief im zur Gemeinde Petersberg in Sachsen-Anhalt gehörenden Ortsteil Gutenberg.

## Lage
Das Relief befindet sich an der Adresse Sennewitzer Straße 6 am Eingangsbereich der ehemaligen Polytechnischen Oberschule Friedrich Engels, der heutigen Förderschule für Lernbehinderte Anne-Frank-Schule Gutenberg, westlich des Ortszentrums von Gutenberg.

## Gestaltung und Geschichte
Geschaffen wurde das Relief in den Jahren 1975/76 von Freimut Drewello und Christoph Reichenbach. Es besteht aus 16 einzelnen aus Betonguss gefertigten Reliefs, die auf einer rechteckigen Fläche in der Anordnung vier mal vier befestigt sind. Inhaltlich zeigen die Reliefs Szenen aus dem Leben des Philosophen Friedrich Engels.
Im örtlichen Denkmalverzeichnis ist das Relief unter der Nummer 094 55470 als Baudenkmal eingetragen.